# ملعب مونتريال الأولمبي
ملعب مونتريال الأولمبي (بالفرنسية: Stade olympique de Montréal)‏ هو ملعب متعدد الأغراض يقع في مدينة مونتريال بكندا، يقع في الحديقة الأولمبية في منطقة أوشلاغا-ميزونوف بالمدينة. تم بناؤه في منتصف سبعينيات القرن 20 على الأساس مكان رئيسي لدورة الألعاب الأولمبية الصيفية لعام 1976، ولُقّب بـ "The Big O"، في إشارة إلى كل من اسمه والشكل الدائري للمركب الدائم لسقف الملعب. البرج الذي يقف بجانب الملعب، برج مونتريال، هو أطول برج مائل في العالم بزاوية ارتفاع 45 درجة.  يُطلق عليه أيضًا اسم "The Big Owe" للإشارة إلى التكلفة الفلكية للملعب ودورة الألعاب الأولمبية لعام 1976 ككل.